# Ielizaveta Nikolàievna Zvàntseva
Ielizaveta Nikolàievna Zvàntseva (Zvàntsova) (rus: Елизавета Николаевна Званцева (Званцова) 30 de novembre [C.J. 18 de novembre] de 1864; † 22 d'agost de 1921) fou una pintora, artista, terratinent i professora russa, fundadora d'una escola de pintura. Entre els alumnes de l'escola es poden esmentar Marc Chagall, Ielena Guró, i Margarita Voloixin.

## Primers anys
Ielizaveta Nikolàievna Zvàntseva va néixer el 30 de novembre de 1864 a la finca Tartalei de la seva família (rus: Тарталеи) prop de Nijni Nóvgorod, de la unió de Nikolai Zvàntsev i la seva dona, que era la filla de Nikolai Polevoi. Polevoi, l'avi matern de Zvàntseva, fou un destacat historiador i escriptor rus. Per la seva banda paterna, el seu rebesavi fou un paixà otomà que havia mort durant la presa de la fortalesa de Jvànets el 1769, durant la cinquena guerra russoturca. El fill del paixà va quedar sota custòdia del tsar Pau I de Rússia, el qual el va batejar amb el nom de Piotr i el patronímic Pàvlovitx (derivat de Pàvel, "Pau" en rus), segons costum. El cognom es va formar a partir del nom de la fortalesa - Jvànets- que més tard es va transformar en Zvàntsov i finalment en Zvàntsev. En 1796, Pau va donar al seu protegit una finca a Tartalei i els seus fills va desenvolupar la propietat, restaurant la casa de camp, creant un luxós parc i construint tant un teatre d'estiu com una petita escola per als nens. El pare de Zvàntseva era un assessor col·legiat i, tot i que es va criar en el privilegi, a l'edat de setze anys, va marxar de casa per fer el seu propi camí.
Zvàntseva va estudiar a l'Escola de pintura, escultura i arquitectura de Moscou entre 1885 i 1888. Durant els següents anys, fins al 1896, va estudiar a l'Acadèmia de les Arts de Sant Petersburg amb Ilià Repin i Pàvel Txistiakov. Durant 1889 Repin creà cinc retrats de Zvàntseva. L'únic gran retrat que es conserva, d'acord amb la voluntat de l'artista, va ser donat a l'Ateneum, un museu a Hèlsinki. El 1897, va viatjar a París, amb el seu amic Konstantín Sómov, on va estudiar amb Rodolphe Julian a l'Académie Julian i amb Filippo Colarossi a l'Académie Colarossi.

## Carrera

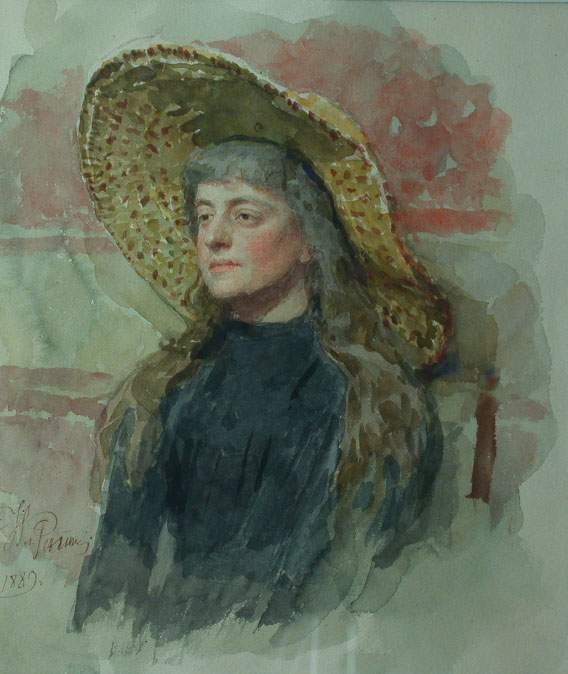
I.N Zvàntseva. Retrat d'Ilià Repin (1889)

El 1899, Zvantseva va tornar a Moscou i va obrir una escola d'art, on pintors com Konstantín Korovin, Valentín Serov i Nikolai Uliànov ensenyaven als estudiants, incloent Nina Iàkovlevna Iefímova que va estudiar allà el 1900. Va tancar l'escola a Moscou el 1906. Aquest mateix any, va obrir un estudi de dibuix i pintura a Sant Petersburg, coneguda com a Escola Zvàntseva de Dibuix i Pintura o Escola de Bakst i Dobujinski, fins al 1910. Léon Bakst ensenyava pintura a l'escola i Mstislav Dobujinski era l'instructor de dibuix. Entre els seus estudiants hi havia Marc Chagall, Serguei Gorodetski, Ielena Guró, Mikhaïl Matiuxin, Heorhi Narbut, Anna Ostroúmova-Lébedeva, Ivan Puni, Olga Rózanova, i Margarita Sabàixnikova (més tard Voloixin).
L'escola va ser fundada en el quart pis d'un edifici al carrer Tavrítxeskaia 25, ofert pel poeta rus Viatxeslav Ivànov, que vivia al pis superior. Els límits entre apartaments i cases eren borrosos, amb artistes de l'escola que es barrejaven lliurement amb escriptors que es congregaven a l'espai d'Ivànov, i amb relacions conjugals que s'estenien més enllà del vincle matrimonial. L'escola era un lloc de reunió per als avantguardistes i era "l'escola d'art més progressista de Rússia anterior a 1917". El mètode d'ensenyament de Bakst se centrava en què mestre i l'estudiant alimentessin la seva creativitat entre si de forma contínua per alimentar la curiositat intel·lectual i empènyer els límits de maneres noves i diferents. Va deixar l'escola el 1910 i va ser reemplaçada per Kuzmà Petrov-Vodkin i Zvàntseva va continuar gestionant l'escola fins l'abril de 1917. Després de la Revolució d'Octubre, va deixar Sant Petersburg i va tornar a Nijni Nóvgorod. Al cap de poc tems després es va traslladar a Moscou on va passar la resta dels seus dies gestionant un orfenat per als nens del carrer.

## Mort i llegat
Zvàntseva morí el 22 d'agost de 1921 a Moscou.